# Stordammen (Leksands socken, Dalarna)
Stordammen är en sjö i Leksands kommun i Dalarna och ingår i Dalälvens huvudavrinningsområde.